# Reflux (film)
Pour les articles homonymes, voir Reflux.
Pour plus de détails, voir Fiche technique et Distribution.
Reflux est un documentaire réalisé par Patrick Le Gall sorti en 1982.
Ce film relate la découverte, par les acteurs et figurants de L'Or des mers, de ce film de Jean Epstein, 50 ans après le tournage sur l'île d'Hœdic.
Réalisé en 1932 L'Or des mers raconte l'histoire d'un vieux pêcheur d'Hœdic, un peu naufrageur et pilleur d'épaves, dont le fils est épris d'une jeune fille de l'île rivale d'Houat. À partir de 1929, Jean Epstein avait entrepris de situer et de tourner ses intrigues sur les îles bretonnes, en s'inspirant de faits et légendes locales et en proposant aux habitants d'interpréter leur propre rôle dans un style quasi documentaire.
Venant après "Finis Terrae" avec les goémoniers d'Ouessant et de Banec, "Morvran" avec les pêcheurs de l'île de Sein, L'or des mers ne fut pas exploité du fait du passage généralisé au parlant. C'est ainsi que les participants au tournage, dont le couple de jeunes gens de l'époque, ne purent découvrir le film qu'un demi-siècle plus tard.